# Shaheen Jafargholi
Shaheen Jafargholi (Swansea; 23 de enero de 1997) es un actor y cantante británico. En el 2009 participó en la tercera edición del programa televisivo Britain's Got Talent emitido por ITV. En julio del mismo año fue invitado al funeral de Michael Jackson donde interpretó la canción «Who's Lovin' You».

## Biografía
Shaheen Jafargholi nació el 23 de enero de 1997 en la ciudad galesa de Swansea. Su madre es Karen Thomas y su padre Iraj Jafargholi; sin embargo, vive con su madre ya que sus padres están separados. 
Actualmente asiste a la escuela Dylan Thomas School y los sábados acude a la escuela de teatro Mark Jermin Stage School. 
Fue uno de los participantes del documental de la cadena BBC titulado Starstruck, el cual recopila por un período de seis meses la vida de algunos de los estudiantes de la escuela de teatro.

## Carrera

### Britain's Got Talent
Jafargholi participó en Britain's Got Talent, temporada 3, episodio 2. En su primera audición interpretó una canción versionada de Amy Winehouse titulada «Valerie». Uno de los jueces del programa, Simon Cowell, mandó a detener la canción; y después le dijo: «Empezaste muy mal. ¿Qué cantarás ahora?». Extrañamente Cowell le solicitó una segunda canción, puesto que pensó que cantar una canción de Amy Winehouse era demasiado inapropiado para un niño. Es así que Jafargholi decidió cantar «Who's Lovin' You», canción compuesta por Smokey Robinson y uno de los temas más conocidos de The Jackson 5, y por la que fue alabado y aplaudido por el público y los jueces.
La experiencia musical de Jafargholi ha dado lugar a críticas por parte de algunos seguidores de Britain's Got Talent, ya que creen que la competencia debe estar abierta solamente a los aficionados. En respuesta, un portavoz del programa dijo: «Britain's Got Talent está abierto a todo el mundo tanto si es un profesional o un aficionado. Lo que haya hecho Shaheen en el pasado no tiene incidencia alguna sobre su papel en Britain's Got Talent».
Como resultado de su aparición en el concurso de talentos, Jafargholi firmó un contrato para presentar un espectáculo de una hora en su estación de radio local Swansea Bay Radio. Andy Griffiths, director de emisión, dijo: «Shaheen será el protagonista en nuestra programación de días festivos. Se presentará a sí mismo, elegirá sus canciones favoritas, hablará de su experiencia en el programa y ofrecerá asesoramiento a otros niños sobre cómo se puede obtener éxito».
Para la semifinal Jafargholi optó por «And I am telling you I'm not going» del musical Dreamgirls. Cuando los jueces estaban a punto de elegir el segundo lugar entre Jafargholi y la compañía de danza Showgroup MD, Simon Cowell escogió Showgroup MD, pero Amanda Holden y Piers Morgan seleccionaron a Shaheen Jafargholi. Durante su última aparición en el programa, el 30 de mayo de 2009, interpretó «Who's Lovin' You», la canción que cantó en su primera audición, y recibió la ovación de la audiencia. No alcanzó las tres primeras posiciones; sin embargo, terminó en séptimo lugar.

### EastEnders(2016 - 2018)
El 4 de mayo del 2016 se unió al elenco principal de la serie EastEnders donde interpretó al estudiante Shakil "Shaki" Kazemi, el hijo de Carmel Kazemi y hermano menor de Kush Kazemi, hasta el 25 de mayo del 2018 Después de que su personaje fuera asesinado por Bruno (Josh Fraser) y su pandilla luego de que lo acuchillara en la espalda.

## Filmografía

### Series de televisión
| Año         | Título     | Personaje     | Notas         |
| ----------- | ---------- | ------------- | ------------- |
| 2016 - 2018 | EastEnders | Shakil Kazemi | 157 episodios |